# Керимов, Махмуд Керим оглы
Махмуд Керим оглы Керимов (азерб. Mahmud Kərim oğlu Kərimov; 18 октября 1948, Ереван — 10 февраля 2013, Стамбул) — азербайджанский физик, доктор физико-математических наук, профессор, президент Национальной академии наук Азербайджана (НАНА). Заслуженный деятель науки Республики Дагестан (2011).

## Общие сведения
Родился в Армении, в городе Ереван. В 1971 году окончил физический факультет Азербайджанского государственного университета.
Был женат, воспитал дочь Сабину и сына Фарида.
Умер 10 февраля 2013 года от приступа сердечной недостаточности в одной из клиник Стамбула, куда был срочно доставлен спецрейсом из Баку для оказания экстренной медицинской помощи. Похоронен на первой Аллее почетного захоронения.

## Награды
- Орден «Слава» (17 октября 2008 года) — за особые заслуги в развитии азербайджанской науки[2].
- Заслуженный деятель науки Республики Дагестан (29 сентября 2011 года, Республика Дагестан, Россия) — за большой вклад в развитие научного сотрудничества между Республикой Дагестан и Азербайджанской Республикой[3].

## Основные научные достижения
В области физики преобразователей молекулярной информации впервые исследованы элементарные электронные и молекулярные процессы, происходящие в высокомолекулярных системах за счет воздействия сильных электрических полей, установлены возможности управления свойствами материалов с помощью электрического поля и выяснены механизмы запоминания и преобразования информации макромолекулами. Исследованы механизмы и кинетика образования точечных дефектов в оксидных диэлектриках за счет воздействия излучения и электрической разреженной плазмы, а также превращение излучательной энергии в химическую в процессах радиационного и каталитического разложения воды. Были предложены рациональные методы получения водорода из воды.
В результате проведенных М. Керимовым в последние годы исследований, посвященных выявлению взаимосвязи парамагнетизма и электрической проводимости в молекулярных полупроводниках, были установлены спин-магнитные эффекты и сверхтонкая структура магниторезонансной проводимости.

## Избранные научные работы
- «Dark Electrical Conduction in Plasma-Polymerized Acetonitrile». Thin Solid Films, v. 97, 1991.
- «ESR Studies on Heterogeneous Processes in Irradiated SiO2(B2O3+H2O) Systems». Jour. of Radioanalyt. and Nucl. Chemistry, v. 157, № 2, 1992.
- «Электрополевая зависимость магнитного спинового эффекта фотогенерации носителей заряда в полидиацетилене». Физика твёрдого тела, 1998, т. 40, № 9.
- «Сверхтонкая структура магниторезонансной электрической проводимости легированного полидиацетилена». Письма в ЖТФ, 1999, т. 25, № 23.
- «Спиновый обмен в допированном йодом полидиацетилене». Физика твёрдого тела, 1999, т. 41, № 10.